# Формалізм (етика)
Моральний формалізм (лат. Forma — зовнішній вигляд, зовнішній обрис) — різновид морального догматизму, що виявляється в способі виконання моральних вимог: у суто зовнішньому дотриманні заповідей і норм, у формальному виконанні обов'язку, коли людина не замислюється над соціальним значенням своїх вчинків, не усвідомлює дійсного сенсу своєї моральної діяльності або не здатна мотивувати її з точки зору потреб людини і суспільства.
Виявляється у:
- бюрократизмі, віддані переваги букві закону на шкоду його духові, в буквальному дотриманні правил етикету обряду, ритуалу навіть у тих випадках, коли життєва ситуація робить їх безглуздими, комічними або драматичними;
- невиправданій регламентації, вимогливості до дрібниць, дотриманні зовнішніх формальностей.

Формалістові притаманні численні моральні вади: бездушність, недоброзичливість, самовпевненість, черствість, нетерпимість, чванство, дріб'язковість, бундючність, духовна сліпота, схильність до хамства.